# Castillo de Castejón de las Armas
El castillo de Castejón de las Armas es una construcción en ruinas de origen medieval situada en el municipio Zaragozano del mismo nombre en la comunidad de Calatayud.

## Historia
El castillo de origen musulmán, fue conquistado por el Cid Campeador en sus años de destierro; en ocasiones se ha confundido erróneamente con el de Alcocer.
Castejón de las Armas fue reconquistado definitivamente por Alfonso I el Batallador durante su campaña de 1120 tral la victoria en la Batalla de Cutanda. Desde entonces la localidad perteneció a la comunidad de aldeas de Calatayud, sesma del río Jalón.
Se cuenta que el rey Fernando el Católico pasó una noche en este castillo.

## Descripción
Los restos que vemos hoy en día son dos torres construidas sobre una peña en la parte central del pueblo. La mejor conservada, es de planta rectangular de unos 6 por 4 metros de lado y unos 4 de altura, construida en mampostería y argamasa; sus muros, de gran espesor, presentan alguna saetera.
Soponemos que su remate pudo ser almenado, aunque en la actualidad está desmochada con grandes pérdidas de material y la puerta está muy modificada.
Al otro lado de un pequeño barranco tenemos otra torre muy parecida pero cubierta por tejado moderno a un agua. Además de esto quedan pequeños restos de muro que en su momento unirían las dos torres y cerrarían el recinto fortificado.